# 유럽 포커 투어

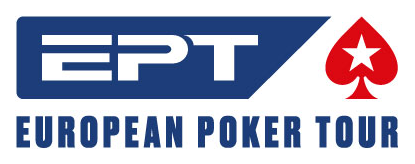

유럽 포커 투어(European Poker Tour)는 월드 포커 투어 (WPT)의 스핀오프로 2004년에 창립된, 텍사스 홀덤의 포커 대회이다.